# Pappan och havet

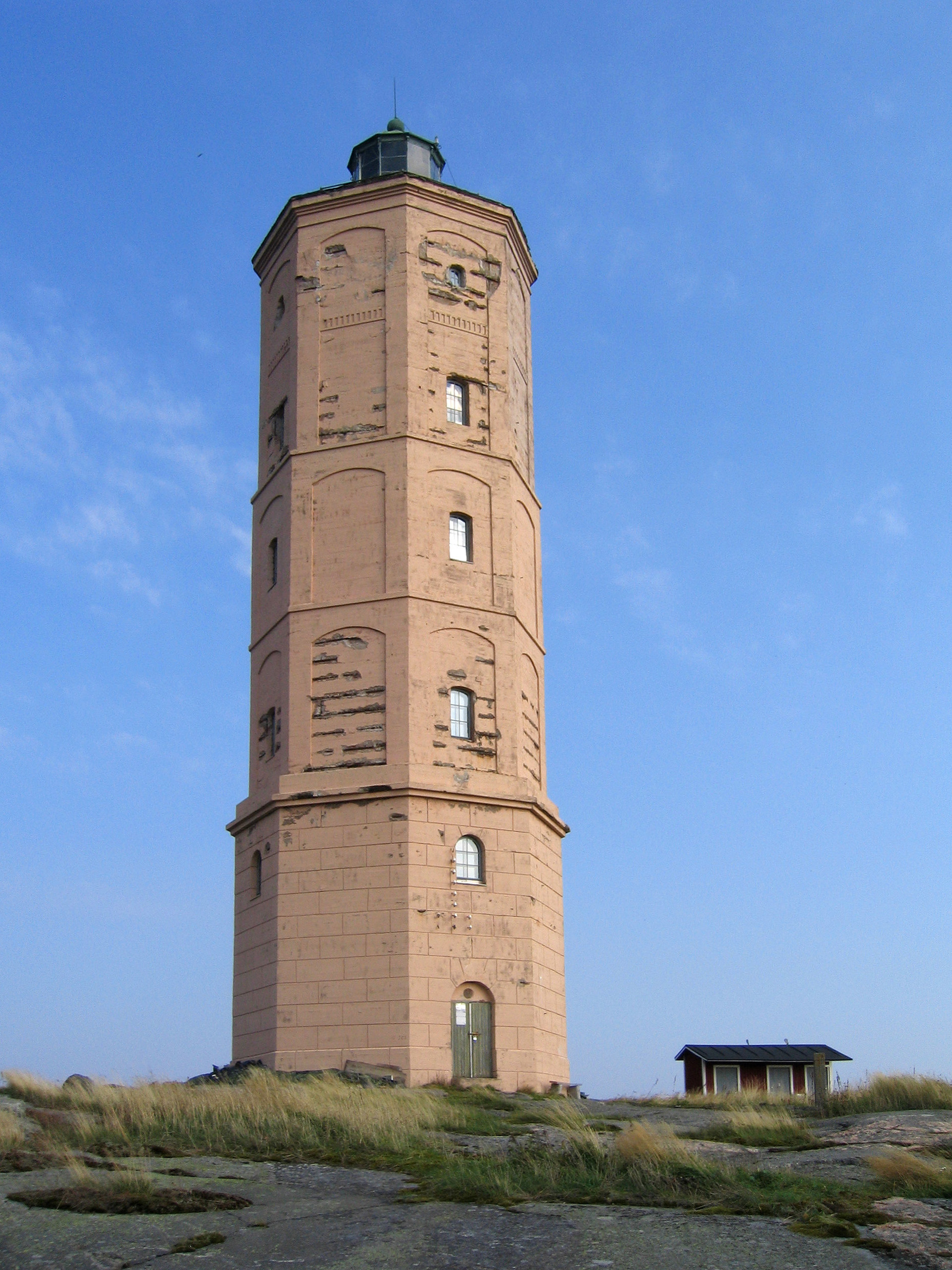
Större delen av boken utspelar sig vid en fyr på en ö i havet.

Pappan och havet är den åttonde boken av Tove Jansson i serien om Mumintrollen. Den utkom första gången 1965 i Finland på Schildts bokförlag och är den sista av Janssons böcker som handlar om själva Muminfamiljen; i den efterkommande och sista boken Sent i november är familjen inte hemma. Med sina 208 sidor är Pappan och havet den längsta boken i serien. Omslaget till originalupplagan pryds av en fotogenlampa medan senare upplagor visar, detaljrikare, Muminpappan i sin roddbåt i ett stormigt hav bredvid en fyr.
Boken skrev Jansson mestadels under en resa till Spanien och Portugal runt årsskiftet 1963/1964.
I TV-programmet Babel utnämndes den i april 2013 som en av endast fem böcker som borde ingå i en svensk litterär kanon.
En historia som har stora likheter med handlingen i Pappan och havet finns i Janssons tecknade muminserie, avsnittet Mumin och havet.

## Handling
Boken inleds i Mumindalen, där Muminpappan går omkring och känner sig uttråkad. Han skulle vilja leva äventyrligare och så skulle han vilja förverkliga sina författardrömmar. När han får veta att det finns en plats ledig som fyrvaktare, tar han därför sin familj med sig och ger sig iväg ut till den ö som fyren finns på.
Ön visar sig vara en vild och enslig plats, enbart bebodd av en otrevlig och avvisande fiskare. Muminpappan trivs till en början, men Muminmamman tycker att den kala ön inte alls är hemtrevlig. Mumintrollet tycker att de mörka nätterna på ön är skrämmande, medan Lilla My (som nu har adopterats av Muminmamman och Muminpappan) är djärvare, och efter ett tag kommer hon och Mumintrollet varandra närmare när de märker att de kan hjälpa varandra. Mumintrollet lyckas så småningom övervinna sin rädsla och konfronterar till slut Mårran. Muminmamman stänger däremot alltmer in sig i sig själv och längtar hem till Mumindalen.
Parallellt med handlingen i denna bok utspelar sig också nästa muminbok, Sent i november, som berättar om vad som händer i Mumindalen medan Muminfamiljen är borta. I slutet av den boken går homsan Toft ner till stranden och tar emot Muminfamiljen när de kommer tillbaka från ön.

## Teman
Det genomgående temat för boken är ångest och rastlöshet i olika former: Pappans rädsla för att bli fast i idyllen, mammans att bli fast på ön, Mumintrollets rädsla för konsekvenserna av sina egna handlingar och för att växa upp. Lilla My oroas inte alls. Men pappans identitetsprocess kommer fram tydligt och ger en speciell ton till boken.

## Platser i boken med verkliga kopplingar
På den karta över ön som Tove Jansson ritade till boken anges öns koordinater till 60°7’12” N och 25°45’50” Ö. I verkligheten är det en position i Finska viken som ligger ungefär 5,5 km från Janssons egen sommarö Klovharun i Borgå skärgård och det som finns där egentligen är ett grund på 12 meters djup.

## Filmatiseringar
| TV-serie                             | Avsnitt baserade på boken                                 |
| Mumintrollen (Polen, dockserie)      | 73: "Fyren" 74: "Den målade trädgården" 75: "Höststormar" |
| I Mumindalen (Japan, animerad serie) | 25: "Fyren" 26: "Fyrvaktaren"                             |

## Dramatisering
Boken har dramatiserats av Erik Pöysti, som också regisserade pjäsen vid premiären 1996. I rollerna som Muminmamman och Muminpappan syntes Pöystis mor, Birgitta Ulfsson, och hennes make, Iwar Wiklander. Denna pjäs har satts upp i både Sverige och Finland.